# Habrotrocha brocklehursti
Habrotrocha brocklehursti is een raderdiertjessoort uit de familie Habrotrochidae. De wetenschappelijke naam van deze soort is voor het eerst geldig gepubliceerd in 1911 door Murray.